# La Guardia Committee
Le Rapport La Guardia (La Guardia Committee) a été la première étude détaillée sur les effets de la consommation de marijuana commandé en 1939 par le maire de New York, Fiorello LaGuardia, à l'académie des sciences de New York. Il contredit systématiquement les allégations formulées par le Département du Trésor américain.

## Conclusions
Après plus de cinq ans de recherche les membres du comité a rédigé un catalogue de 13 points saillants:
1. La marijuana est utilisée intensivement dans le district de Manhattan mais le problème n’est pas aussi important que ce qu’il en est rapporté dans d’autres parties des États-Unis.
2. L’usage de la marijuana est récent ici comparé à d’autres villes.
3. Le coût de la marijuana est faible, elle est donc accessible à la plupart des personnes.
4. La distribution et l’usage de la marijuana est centré à Harlem.
5. La majorité des fumeurs de marijuana sont noirs et latino-américains.
6. Le consensus entre les fumeurs de marijuana est que l’usage de la drogue crée un grand sentiment d’acceptation.
7. La pratique de fumer de la marijuana ne conduit pas à la dépendance, dans le sens médical du terme.
8. La vente et le contrôle de la marijuana ne sont pas sous l’emprise d’un seul groupe organisé.
9. L’utilisation de la marijuana ne conduit pas à la dépendance à la morphine, à l'héroïne, ou cocaïne, et il n’y a pas de tentative de créer un marché pour ces drogues par la stimulation de la consommation de marijuana.
10. La marijuana n’est pas un facteur déterminant pour les crimes majeurs.
11. La consommation de marijuana n’est pas courante chez les écoliers.
12. La délinquance juvénile n’est pas associée avec la consommation de marijuana
13. La communication sur les effets catastrophiques de la consommation de marijuana dans la ville de New York est infondée.

Selon le Rapport La Guardia, par conséquent, la Gateway drug theory (en) est sans fondement (points 7 et 9).

## Conséquences
Publié en 1944, le rapport avait certainement contrarié Harry Anslinger, qui il marque comme non scientifique[pas clair].